# Juin 2022
Juin 2022 est le sixième mois de l'année 2022.

## Événements
- Juin et juillet : des feux de forêt ont lieu en Europe et en Afrique du Nord.
- Du 22 mai au 5 juin : 121e édition des Internationaux de France de tennis (Roland Garros) à Paris.
- 1er juin :
  - les Danois approuvent par référendum la levée de l'option de retrait du pays de la politique de sécurité et de défense commune de l'Union européenne.
  - en Chine, une personne est tuée et 6 blessées après qu'un tremblement de terre de magnitude 5,9 a frappé le Sichuan[1].
- 2 juin : un premier cas de variole du singe est confirmé au Maroc[2].
- 3 juin : déraillement d'un train régional en Bavière (Allemagne).
- 4 juin : aux États-Unis : une fusillade fait trois morts dans une rue de Philadelphie[3].
- 5 juin :
  - une révision constitutionnelle est approuvée par référendum au Kazakhstan cinq mois après la révolte ayant secoué le pays.
  - la Russie procède à des frappes aériennes sur la capitale ukrainienne, les premières depuis avril[4].
  - Les États-Unis sont marqués par une flambée de violences par armes à feu, en particulier la tuerie dans une école d'Uvalde au Texas le 24 mai (21 morts). Depuis, plus d'une vingtaine de fusillades à plusieurs victimes ont eu lieu, selon l'association Gun Violence Archive[réf. nécessaire].
  - Une attaque se produit pendant l'office du matin à l'Église catholique St Francis dans la ville d'Owo, dans le sud-ouest du Nigeria. Des hommes armés tuent de nombreux fidèles[5].
  - Au moins 49 personnes sont tuées et plus de 300 blessées dans une gigantesque explosion de produits chimiques, déclenchée par un incendie, dans un dépôt de conteneurs à Sitakunda, au Bangladesh[6].
  - les quatre jours des festivités du jubilé de platine d'Élisabeth II s’achèvent au Royaume-Uni et dans les pays du Commonwealth.
- 8 juin : en Iran, un déraillement de train dans le Khorassan méridional fait 22 morts.
- 9 juin :
  - La république populaire de Donetsk condamne à mort deux Britanniques et un Marocain qui avaient rejoint les forces ukrainiennes pour terrorisme, activités mercenaires et tentative de renversement du gouvernement de la Donetsk[7].
  - En Roumanie, le pont de Luțca s'effondre et fait 1 blessé.
- 10 juin : en Malaisie, le gouvernement malaisien annonce que la peine de mort sera abolie dans le pays, permettant d'autres types de condamnations[8].
- 9 et 12 juin : attaque et massacre de Seytenga au Burkina Faso.
- 11 juin : Elizabeth II du Royaume-Uni, doyenne des souverains vivants, accède à la deuxième place pour sa longévité chez les monarques d'États souverains, devancée seulement par le roi de France Louis XIV, mort en 1715. Elle a ravi la deuxième place au roi de Thaïlande Rama IX, mort en 2016.
- 12 juin : le référendum en Italie n’aboutit pas à cause d’un manque de participation.
- 13 juin : un train de voyageurs et une locomotive entrent en collision dans la ville de Vila-seca, en Catalogne, en Espagne, blessant 22 personnes[9].
- à partir du 13 juin : en Équateur, début des manifestations de protestation contre le gouvernement équatorien.
- 14 juin : le différend territorial connu sous le nom de guerre du whisky entre le Canada et le Danemark concernant l'île Hans est résolu.
- 17 juin : la Chine lance son troisième porte-avions, le Fujian (18), lors d'une cérémonie à Shanghai, renforçant encore sa capacité à projeter des militaires à l'étranger. Il possède désormais le deuxième plus grand nombre de porte-avions de tous les pays ; derrière seulement les onze porte-avions des États-Unis mais devant les deux exploités par le Royaume-Uni[10].
- 18 juin aux 3 juillet : Championnats du monde de natation 2022.
- 19 juin :
  - au second tour des élections législatives en France, la coalition présidentielle n'obtient qu'une majorité relative ;
  - élection présidentielle en Colombie (2e tour), Gustavo Petro est élu ;
  - au Mali, vingt civils sont tués par des hommes armés près de Gao et un casque bleu meurt dans l'explosion d'une mine, dans le nord du pays sahélien[11].
- 21 juin : 29 avions militaires chinois pénètrent dans la zone de défense aérienne taïwanaise, incitant l'armée de l'air de Taïwan à tenter de les chasser[12].
- 22 juin :
  - un séisme en Afghanistan fait plus de mille morts.
  - en Bulgarie, l’Assemblée nationale renverse par une motion de censure le gouvernement Petkov, formé en décembre 2021.
- 23 juin :
  - élections législatives à Grenade ;
  - le Conseil européen accorde à l'Ukraine et à la Moldavie le statut de candidat à l'Union européenne.
- 24 juin :
  - une crise migratoire à Melilla (nord de l'Afrique) fait au moins 25 morts ;
  - la Cour suprême abroge l'arrêt Roe v. Wade et supprime le droit fédéral à l'avortement aux États-Unis.
- 25 juin :
  - un attentat à Oslo en Norvège fait deux morts.
  - le Gabon et le Togo rejoignent le Commonwealth.
- 26 juin au 28 juin : 48e sommet du G7 à Schloss Elmau en Allemagne.
- 27 juin :
  - bombardement du centre commercial de Krementchouk  en Ukraine.
  - les corps de 53 migrants déjà morts ou décédés peu après sont découverts dans la remorque surchauffée d’un camion à San Antonio aux États-Unis[13],[14].
  - effondrement d'un immeuble de Bombay en 2022 faisant 19 morts[15].
- 27 juin au 1er juillet : deuxième Conférence des Nations unies sur l'océan à Lisbonne, au Portugal.
- 27 juin au 10 juillet : Tournoi de Wimbledon 2022 en Angleterre.
- 29 et 30 juin : sommet de l'OTAN à Madrid en Espagne.